# هوراس غريغوري
هوراس غريغوري (بالإنجليزية: Horace Gregory)‏ هو ناقد أدبي وصحفي وشاعر أمريكي، ولد في 10 أبريل 1898 في ميلواكي في الولايات المتحدة، وتوفي في 11 مارس 1982 في شيلبورن فولز في الولايات المتحدة.

## وصلات خارجية
- هوراس غريغوري على موقع الموسوعة البريطانية (الإنجليزية)
- هوراس غريغوري على موقع إن إن دي بي (الإنجليزية)